# Claudio Borghi (Fußballspieler)
Claudio Daniel Borghi Bidos (* 28. September 1964 in Castelar, Provinz Buenos Aires) ist ein ehemaliger argentinischer Fußballspieler und -trainer. Als Spieler wurde er 1986 Fußball-Weltmeister.

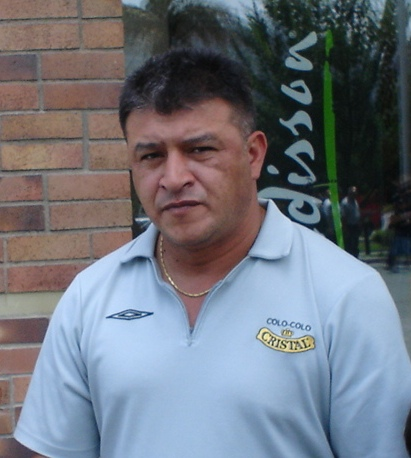
Claudio Borghi im Jahr 2006 als Trainer von Colo-Colo

## Karriere

### Vereinskarriere
Claudio Borghi spielte während seiner Laufbahn für 15 verschiedene Vereine. Am erfolgreichsten war sein Engagement beim argentinischen Verein Argentinos Juniors, für den er 1981 – kurze Zeit nach dem Abgang von Diego Maradona zu den Boca Juniors – seine Karriere im Profibereich begann. Bei den Juniors spielte er bis 1987 und machte 39 Ligaspiele. Seinen größten Erfolg mit den Juniors erreichte Borghi 1985, als man zum ersten und bis heute einzigen Mal in der Vereinsgeschichte die Copa Libertadores gewann. Im Finale bezwang man den kolumbianischen Vertreter América de Cali im Elfmeterschießen des Entscheidungsspiels. Borghi verwandelte seinen Elfmeter zum zwischenzeitlichen 3:3 und stand in allen drei Finalspielen auf dem Platz. Erneut ins Elfmeterschießen ging er mit den Juniors wenig später im Endspiel um den Weltpokal gegen Juventus Turin, hier unterlag man aber dem italienischen Verein mit 2:4 nach Elfmetern. Borghi war hierbei kein Elfmeterschütze.
Nach zwei Titeln in der argentinischen Primera División, dem Libertadores-Sieg und dem anschließenden Gewinn der Copa Interamericana verließ Borghi die Argentinos Juniors 1987 und wechselte nach Europa zum AC Mailand, für den er jedoch kein einziges Ligaspiel bestritt, an den FC Como verliehen wurde und nach Ende der Leihe an Neuchâtel Xamax verkauft wurde. Auch hier konnte sich der Mittelfeldspieler nicht durchsetzen und wechselte 1988 zurück nach Argentinien zu River Plate nach Buenos Aires. Nun begann für Borghi eine Zeit, in der er binnen elf Jahren bei elf verschiedenen Vereinen unter Vertrag stand. Unter anderem spielte er in Chile für Colo-Colo, für Flamengo aus Rio de Janeiro oder Argentiniens Rekordmeister in der Copa Libertadores, Independiente Avellaneda. Große Erfolge, abgesehen vom Pokalsieg mit Flamengo 1990 und dem Sieg in der Copa Interamericana sowie der Recopa Sudamericana mit Colo-Colo 1992, erreichte er jedoch nicht. Von 1998 bis 1999 spielte Borghi für den chilenischen Erstligisten Santiago Wanderers und beendete seine Karriere 1999 im Alter von 35 Jahren.

### Nationalmannschaftskarriere
In den Jahren 1985 und 1986 kam Claudio Borghi zu neun Länderspielen in der argentinischen Fußballnationalmannschaft. Von Nationaltrainer Carlos Bilardo wurde er ins Aufgebot der Südamerikaner für die Fußball-Weltmeisterschaft 1986 in Mexiko berufen. Bei dem Weltchampionat kam er in zwei Vorrundenspielen gegen Italien (1:1) und Bulgarien (2:0) zum Einsatz, ehe er von Bilardo nicht mehr berücksichtigt wurde. Auch diese beiden Vorrundenspiele absolvierte er nicht über die volle Spielzeit, er wurde gegen Héctor Enrique beziehungsweise gegen Julio Olarticoechea ausgetauscht. Seine Mannschaft indes erreichte bei der Weltmeisterschaft das Endspiel, wo man im Aztekenstadion von Mexiko-Stadt gegen Deutschland mit 3:2 gewann und somit den zweiten Weltmeistertitel für Argentinien holte.

## Trainerkarriere
Nach dem Ende seiner aktiven Karriere als Fußballspieler wurde Borghi Trainer. Seine erste Anstellung als Trainer hatte er 2004 in Chile bei Audax Italiano. Nach einem Jahr in Chiles Primera División wurde er von CSD Colo-Colo, für den er einst als Spieler gespielt hatte, verpflichtet. Mit dem chilenischen Rekordmeister gewann er viermal in Folge die chilenische Fußballmeisterschaft und wurde in dieser Zeit einmal zu Chiles Trainer des Jahres gewählt. Bis 2008 war Borghi Trainer von Colo-Colo, ehe er nach Argentinien zu CA Independiente ging. Nach etwa vier Monaten wurde er nach einer 0:1-Niederlage gegen Huracán entlassen. 2009 bis 2010 war er verantwortlich bei den Argentinos Juniors, die er in der Clausura 2010 zur ersten Meisterschaft seit 25 Jahren führte. Im ersten Jahr nach der Meisterschaft belegte man den letzten Platz in der Primera División, musste zwar aufgrund einer Regelung, nach der die Ergebnisse der letzten Jahre über den Abstieg entscheiden, nicht in die Primera B, doch Borghi verließ die Juniors nach der Apertura 2010. Daraufhin war er kurz Trainer der Boca Juniors, wurde dort allerdings nach einer 0:1-Niederlage im Superclásico gegen CA River Plate entlassen. Am 24. Februar 2011 unterschrieb Borghi einen Vertrag bei der chilenischen Fußballnationalmannschaft bis zum Jahr 2014 und trat die Nachfolge von Marcelo Bielsa an. Sein erstes großes Turnier mit Chile war die Copa América 2011 in Argentinien, wo das Team im Viertelfinale gegen Venezuela ausschied. Nach vier Siegen in den ersten zehn Partien in der Qualifikation zur WM 2014 und nach einer 1:3-Niederlage in einem Testspiel gegen Serbien, der fünften Niederlage in Folge, wurde Borghi am 14. November 2012 noch auf dem Platz in St. Gallen entlassen.

## Erfolge

### Spieler
Argentinos Juniors
- Argentinischer Meister (2): 1984, 1985
- Copa Libertadores: 1985
- Copa Interamericana: 1985

CSD Colo-Colo
- Copa Interamericana: 1992
- Recopa Sudamericana: 1992

Argentinien
- Weltmeister: 1986

### Trainer
CSD Colo-Colo
- Chilenischer Meister: 2006-A, 2006-C, 2007-A, 2007-C